# Nepomyšl
Nepomyšl é uma comuna checa localizada na região de Ústí nad Labem, distrito de Louny.